# Jarlhettur
Jarlhettur är en bergskedja i republiken Island. Den ligger i regionen Suðurland, 100 km nordost om huvudstaden Reykjavík.